# Ring of Honor
Ринг Честі (англ. Ring of Honor) — американська професійна федерація реслінгу, яку в 2002 році заснували Роб Файнштейн і Гейб Сапольскі. З 2002 по 2011 рік федерація належала Кері Сілкіну, в травні 2011 року була продана Sinclair Broadcast Group, а 2 березня 2022 на щотижневику AEW Dynamite власник компанії Тоні Хан оголосив, що купує ROH у Sinclair Broadcast Group, включно з її брендовими активами, інтелектуальною власністю та відеотекою.
В основному ROH проводить свої шоу на території Середнього Заходу і на східному узбережжі Північної Америки. Також шоу проводяться на західному узбережжі, у Великій Британії, Канаді та Японії. У число щорічних шоу входять Death Before Dishonor, Glory by Honor і Final Battle (останнє шоу року). Survival of the Fittest і Tag Wars проводяться один раз на два роки.
У 2008 році федерація взяла участь у фільмі Реслер. Бій між Ренді Робінсоном (Міккі Рурк) і Аятолла (Ернест Міллер) організовували саме ROH. Кілька борців федерації, включаючи Найджела Макгіннесса і Антоніо Сезаро також взяли участь у фільмі.

## Історія Ring of Honor
У квітні 2001 року після закриття Extreme Championship Wrestling, касети яких поширювала RF Video, її президент Роб Фейнштейн вирішив створити свою федерацію реслінгу і таким чином через свою компанію продавати касети і DVD. Перше шоу відбулося 23 лютого 2002 в Філадельфії, штат Пенсільванія на колишній домашній арені ECW. У карді шоу було 9 матчів, включаючи бій між Едді Герреро і Супер Крейзі за титул Інтерконтинентального чемпіона у важкій вазі IWA, а також бій між Браяном Деніелсоном, Крістофером Деніелс і Лоу Кі (згодом всіх троє стали відомі як «Батьки-засновники ROH») .
У перший рік своєї роботи ROH проводив свої шоу в основному на північному сході США. У 2003 році федерація поширилася і на інші регіони країни, а пізніше ROH розпочала співпрацю і проводити спільні шоу з Frontier Wrestling Alliance (Лондон, Англія).
У 2004 році трапився скандал за участю президента ROH Роба Файнштейна, його звинувачували спробі розбещення неповнолітнього через інтернет. Після опублікування матеріалів справи в ЗМІ, Файнштейн покинув керівні пости в RF Video і ROH, а федерація реслінгу TNA розірвала угоди з ROH по спільному пошуку талантів. У підсумку Дуг Джентрі купив частку Файнштейна у федерації, а потім продав його Кері Сілкіну.
Влітку 2007 року в ході туру по Японії ROH провів спільні шоу з Pro Wrestling Noah (16 липня) в Токіо і Dragon Gate (17 липня) у місті Осака. Після цього, ROH стала першою американською федерацією, в якій усіма титулами володіли неамериканські реслери.
У травні 2007 Ring of Honor підписали свій перший контракт на трансляції pay-per-view з G-Funk Sports & Entertainment. Перше pay-per-view називалося Respect is Earned, було записано 12 травня 2007 і показано 1 липня 2007 року на каналі Dish Network. 26 жовтня 2008 компанію залишив її головний Букер Гейб Сапольскі, а на його місце прийшов Адам Пірс.
26 січня 2009 ROH оголосила про підписання контракту на показ щотижневого шоу з компанією HDNet Fights. Перші записи пройшли 28 лютого і 1 березня на Асілум Арені в Філадельфії. Після року показу ROH на ТБ компанія оголосила про створення нового титулу Телевізійного чемпіона ROH. Першим володарем титулу став Едді Едвардс переміг у фіналі турніру Дейві Річардса. 11 січня 2011 контракт на показ шоу закінчився.
15 серпня 2010 головний букер компанії Адам Пірс був звільнений, а на його місце був найнятий Хантер Джонстон, відомий як Деліріус. 8 вересня 2010 ROH і Ohio Valley Wrestling анонсували робочу угоду між двома компаніями.
21 травня 2011 Sinclair Broadcast Group оголосила про придбання Ring of Honor. Колишній власник ROH, Кері Сілкін, залишився в компанії на виконавчій посаді.
2 березня 2022 Тоні Хан, співвласник All Elite Wrestling, оголосив про придбання Ring of Honor.

## Чемпіонства компанії
| Титул                                     | Поточний чемпіон        | Чемпіонство | Дата виграшу    | Шоу                       | Попередній чемпіон       |
| ----------------------------------------- | ----------------------- | ----------- | --------------- | ------------------------- | ------------------------ |
| Чемпіонство світу ROH                     | Клаудіо Кастаньолі      | Друге       | 10 грудня 2022  | Final Battle (2022)       | Кріс Джеріко             |
| Телевізійне Чемпіонство ROH               | Самоа Джо               | Перше       | 13 квітня 2022  | AEW Dynamate #132         | Мінору Сузукі            |
| Чисте Чемпіонство ROH                     | Кацуйорі Шибата         | Перше       | 31 березня 2023 | Supercard of Honor (2023) | Вілер Юта                |
| Командне чемпіонство світу ROH            | Better Than You Bay Bay | Перше       | 27 серпня 2023  | All In London - Zero Hour | Aussie Open              |
| Командне чемпіонство світу серед тріо ROH | The Mogul Embassy       | Перше       | 10 грудня 2023  | Final Battle (2022)       | Далтон Кастл та The Boys |
| Жіноче чемпіонство світу ROH              | Афіна                   | Перше       | 10 грудня 2022  | Final Battle (2022)       | Мерседес Мартінез        |